# Wienerwaldsee
Wienerwaldsee är en sjö i Österrike.   Den ligger i förbundslandet Niederösterreich, i den östra delen av landet, 19 km väster om huvudstaden Wien. Wienerwaldsee ligger 283 meter över havet. Arean är 0,32 kvadratkilometer. Den sträcker sig 0,6 kilometer i nord-sydlig riktning, och 0,8 kilometer i öst-västlig riktning.